# جوهر نسيبة
كانت جَوهر نسيبة أميرة تعود لأوائل القرن الثالث عشر في سلطنة سلاجقة الروم، وهي ابنة قلج أرسلان الثاني وأخت كيخسرو الأول.

## الأسطورة
وفقًا للأسطورة، وقعت جوهر نسيبة في حب ضابط سلاح الفرسان الذي يُدافع عن قصر السلطان السلجوقي في قونية. لكن عارض شقيقها كيخسرو الزواج بين أخته والضابط، فأرسل الشاب في مهام وحملات خطيرة مختلفة لضمان وفاته.
غلب الحزن على وفاة حبيبها، وأصيبت جوهر سلطان بمرض السل. زارها كيخسرو وهي على فراش الموت، وطلب العفو منها وعرض عليها تلبية أي طلب أخير كان لديها. وردت: «أنا مريضة للغاية. لا توجد طريقة للتعافي. لا أحد من هؤلاء الأطباء يستطيع أن يُخلصني من مرضي. سأموت في النهاية. أتمنى أن تستخدم مُمتلكاتي لبناء مُستشفى على شرفي. في هذا المستشفى، يجب علاج المرضى مجانًا وفي نفس الوقت البحث عن الأمراض المُستعصية».
يُظهر السجل التاريخي أن كيخسرو نفذ آخر طلب لشقيقته، حيث بدأ ببناء المُستشفى في قيصري عام 1204. تم تصميم المباني وبناؤها من قبل مهندس معماري يدعى سيد عُمر، بالرغم من أن اسم المُهندس المعماري غير منقوش على المدخل (وهي سمة شائعة في العمارة الإسلامية التي عادة ما تسجل أسماء مهندسيها) لكن المعلومات محفوظة في مصادر مكتوبة في أماكن أخرى.

## الإرث
جَوهر نسيبة هو أسم «مُجمع جَوهر نسيبة» الرائع في قيصري يضم المُستشفى السابق، ومدرسة مجاورة مكرسة بشكل أساسي للدراسات الطبية، ومسجد في قيصري بتركيا. يُعتبر المُجمع (كُليّة باللغة التركية) الذي وهبته، أحد المعالم البارزة في العمارة السلجوقية. تم بناء المستشفى بين عامي 1204 و 1206، وتم الانتهاء من المدرسة، التي بدأ بناؤها فور وفاة جَوهر نسيبة في عام 1206، في عام 1210.
أخذ المُجمع اسمه من الأميرة. تُعرف المدرية بداخل مجموعة متنوعة من الأسماء: مدرسة جوهر نسيبة؛ بعد غياث الدين كيخسرو الأول، الذي كان مسؤولاً عن بنائه. ويقال إن القبر الموجود داخل المدرسة يعود إلى جَوهر نسيبة.
يمثل المُجمع ككل أقدم مدرسة سلجوقية ومستشفى في الأناضول. ومع ذلك، لا يوجد دليل على أن دروس الطب كانت تقدم في المدارس الدينية السلجوقية. المستشفيات السلجوقية في الأناضول، من ناحية كونها منشأة صحية، كانت أيضًا أماكن يتم فيها تعليم الأطباء من خلال علاقة السيد والمُتدرب.
وبحسب ما ورد كانت المؤسسة أول مستشفى في العالم يعالج المرضى الذين يعانون من اضطرابات عقلية.
تعمل دار بيمارستان أو الشفاء في جوهر نسيبة الآن كمتحف عام مخصص للطب. كما تم تسمية المستشفى الجامعي في جامعة إرجييس في قيصري تخليداً لذكرى جوهر نسيبة.

## السياحة
تجدر الإشارة إلى أنّ بلدية ولاية قيصري أجرت عام 2014 ترميمًا لـ مدرسة «جوهر نسيبة» التي تستخدم اليوم كمتحف، ويبلغ عدد زوّارها 100 ألف زائر تقريبا كل عام. تحتوي على 36 غرفة يتم فيها استعراض المستلزمات والأدوات الطبية التي كانت تستخدم؛ حيث يبلغ إجمالي عدد القطع الآثارية التي تستعرضها ما يقارب 611 قطعة. ويشتمل المُتحف على مدرسة تعليمية، وغرف طبابة، وحمام، ومسجد؛ حيث تبلغ مساحته ما يقارب ألفين و800 متر مربع. وتجدر الإشارة إلى أنّ مدرسة «جوهر نسيبة» تحتوي بالإضافة إلى الأقسام الأثرية، التي تستعرض المئات من المستلزمات الطبية الأثرية التي استُخدمت في الحقبة السلجوقية، على أقسام مجهّزة بمظاهر تكنولوجية.

## روابط خارجية
- Gevher Nesibe: "A detailed web site prepared by Kayseri's Erciyes University" (بالتركية). جامعة إرجييس. {{استشهاد ويب}}: تحقق من قيمة |مسار= (help)
- Dick Osseman. Photographs: "Kayseri including the Seljuk hospital". {{استشهاد ويب}}: تحقق من قيمة |مسار= (مساعدة)
- Bilgitay Study Group. "Gevher Nesibe Nanomedicine Project page, also includes photographs and detailed explanation on the medrese and Seljukian medicine" (بالتركية). Archived from Gevher Nesibe Nanomedicine Project: the original on 2007-10-11. {{استشهاد ويب}}: تحقق من قيمة |مسار= (help)